# Scout G

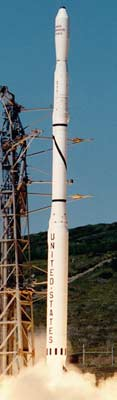
O foguete Scout G-1 sendo lançado.

O Scout G, foi, ao mesmo tempo, um foguete de sondagem e também um veículo de lançamento descartável.
Composto de quatro estágios, foi mais um membro da família de foguetes Scout.
Desse modelo (variante G-1), ocorreram dezessete lançamentos, entre 1979 e 1994.